# Khemissa
Khemissa est une commune de la wilaya de Souk Ahras en Algérie, dont les origines remontent au moins à l'époque romaine, où elle était appelée Thubursicu Numidarum.

## Géographie

### Situation
Le territoire de la commune de Khemissa se situe au nord-ouest de la wilaya de Souk Ahras.
| Sedrata | ? (Wilaya de Guelma) | Hanancha |
| Sedrata | Khemissa             | Tiffech  |
| Sedrata | Sedrata              | Ragouba  |

### Localités de la commune
La commune de Khemissa est composée de dix localités :
- Aïn Guettar
- Bahez
- Draa El Frigui
- Gabel El Alia
- Gabel Essafia
- Gabel Rebta
- Hod Si Amar
- Khemissa
- Kouidet Saad Ben Baad
- lieu-dit Piscine (provenant de la commune de Hanencha)

## Histoire
Thubursicu Numidarum est à l'origine une « agglomération indigène, centre d'une tribu numide ».
À l'époque romaine, située au sommet d'une colline sur la route reliant le port d'Hippone à Tébessa, camp de la légion d'Afrique, elle occupe un emplacement stratégique à l'Est de la province de Numidie. D'abord « cité pérégrine », elle devient un municipe sous le règne de Trajan et adopte le style urbain romain (forum, théâtre, etc.) bien que ses habitants restent en quasi-totalité des Numides.
Depuis 1933, elle est le siège d'un évêché (de) in partibus.

## Vestiges archéologiques
Les restes archéologiques sont importants. Les fouilles de la cité antique ont commencé en 1865, puis plus régulièrement de 1902 à 1911 avec Stéphane Gsell.
Le théâtre romain, de taille moyenne est bien conservé. Il est adossé à la colline et construit en pierre de taille en grès au IIe siècle ou au IIIe siècle, mais, selon Gsell, ne fut pas achevé et resta pauvrement décoré. La scène mesure 43 mètres de large, pour 9 mètres de profondeur. Respectant la forme classique, le mur de fond de scène, haut de neuf mètres, comportait trois portes au fond d'exèdres semi-circulaires encadrés de colonnes dont les socles subsistent. Dans l'épaisseur de ce mur, deux escaliers en spirale permettaient probablement d'accéder à un balcon au-dessus de la scène, pour des effets théâtraux d'apparition. Devant la scène, l'orchestre mesure 22,50 mètres de diamètre. Trois gradins étaient destinés à l'installation de sièges mobiles. Au-dessus, un premier niveau comportait treize gradins, suivi d'un second niveau.